# Vinukonda
Vinukonda är en ort i Indien.   Den ligger i distriktet Guntūr och delstaten Andhra Pradesh, i den södra delen av landet, 1 400 km söder om huvudstaden New Delhi. Vinukonda ligger 96 meter över havet och antalet invånare är 61 326.
Terrängen runt Vinukonda är platt. Runt Vinukonda är det tätbefolkat, med 297 invånare per kvadratkilometer. Det finns inga andra samhällen i närheten. Omgivningarna runt Vinukonda är en mosaik av jordbruksmark och naturlig växtlighet.